# 35
35（三十五、さんじゅうご、みそじあまりいつつ）は自然数、また整数において、34の次で36の前の数である。

## 性質
- 35 は合成数であり、正の約数は 1, 5, 7, 35 である。
  - 約数の和は48。
  - 約数の個数が3連続(33,34,35)で同じになる最小の3連続の中で最大の数である。次は87。
- 1/35 = 0.0285714… (下線部は循環節で長さは6)
  - 逆数が循環小数になる数で循環節が6になる7番目の数である。1つ前は28、次は39。
- 35 = 1 + 3 + 6 + 10 + 15
  - 5番目の三角錐数である。1つ前は20、次は56。
  - 35 = 12 + 32 + 52
    - 連続奇数の平方和とみたとき1つ前は10、次は84。
    - 3連続奇数の平方和で表せる数で自然数の範囲では最小である。次は83。負の数を含めると1つ前は11。
    - 3つの平方数の和1通りで表せる17番目の数である。1つ前は34、次は36。(オンライン整数列大辞典の数列 A025321)
    - 異なる3つの平方数の和1通りで表せる6番目の数である。1つ前は30、次は38。(オンライン整数列大辞典の数列 A025339)
    - n = 2 のときの 1n + 3n + 5n の値とみたとき1つ前は9、次は153。

  - 三角錐数が半素数になる最大の数である。1つ前は10。
- 5番目の五角数である。(35 = 5 × (3 × 5 − 1)/2) 1つ前は22、次は51。
  - 35 = 5 + 6 + 7 + 8 + 9
- 4番目の五胞体数である。1つ前は15、次は70。
  - 35 = 4 × 5 × 6 × 7/1 × 2 × 3 × 4
- 35 = 5 × 7
  - 13番目の半素数である。1つ前は34、次は38。
  - 双子素数の積で表せる2番目の数である。1つ前は15、次は143。
  - 2つの連続する素数の積で表せる3番目の数である。1つ前は15、次は77。(オンライン整数列大辞典の数列 A006094)
  - n = 1 のときの 5 × 7n の値とみたとき1つ前は5、次は245。(オンライン整数列大辞典の数列 A193577)
  - n = 1 のときの 7 × 5n の値とみたとき1つ前は7、次は175。(オンライン整数列大辞典の数列 A005055)
  - 2の倍数でも3の倍数でもない合成数で、2番目に小さい数である。一つ前は25、次は49。
- 九九では 5 の段で 5 × 7 = 35 (ごしちさんじゅうご)、7 の段で 7 × 5 = 35 (しちごさんじゅうご)と2通りの表し方がある。
- 35 = 1 + 6 + 28
  - 倍積完全数の総和で表せる数である。1つ前は7、次は155。
- 各位の和が8になる4番目の数である。1つ前は26、次は44。
- 各位の平方和が34になる最小の数である。次は53。(オンライン整数列大辞典の数列 A003132)
  - 各位の平方和が n になる最小の数である。1つ前の33は144、次の35は135。(オンライン整数列大辞典の数列 A055016)
- 各位の立方和が152になる最小の数である。次は53。(オンライン整数列大辞典の数列 A055012)
  - 各位の立方和が n になる最小の数である。1つ前の151は112225、次の153は135。(オンライン整数列大辞典の数列 A165370)
- 35 = 23 + 33
  - 連続素数の立方和で表せる数である。1つ前は8、ただし連続と考えると最小、次は160。
  - 2つの正の数の立方数の和で表せる5番目の数である。1つ前は28、次は54。(オンライン整数列大辞典の数列 A003325)
  - 異なる2つの正の数の立方数の和で表せる3番目の数である。1つ前は28、次は65。(オンライン整数列大辞典の数列 A024670)
  - n = 2 のときの n3 + (n + 1)3 の値とみたとき1つ前は9、次は91。(オンライン整数列大辞典の数列 A005898)
  - n = 3 のときの 2n + 3n の値とみたとき1つ前は13、次は97。(オンライン整数列大辞典の数列 A007689)
  - n = 1 のときの 22n+1 + 32n+1 の値とみたとき1つ前は5、次は275。(オンライン整数列大辞典の数列 A138233)
  - 素数 p = 3 のときの 2p + 3p の値とみたとき1つ前は13、次は275。(オンライン整数列大辞典の数列 A135172)
  - n からの n 連続整数の立方和で表せる数である。1つ前は1、次は216。(オンライン整数列大辞典の数列 A240137)
- 35 = 62 − 1
  - n = 2 のときの 6n − 1 の値とみたとき1つ前は5、次は215。(オンライン整数列大辞典の数列 A024062)
  - n = 6 のときの n2 − 1 の値とみたとき1つ前は24、次は48。(オンライン整数列大辞典の数列 A005563)
- 35 = 4 × 32 − 1
  - n = 3 のときの 4n2 − 1 の値とみたとき1つ前は15、次は63。(オンライン整数列大辞典の数列 A000466)
- 35 = 9 × 22 − 1
  - n = 2 のときの 9n2 − 1 の値とみたとき1つ前は8、次は80。(オンライン整数列大辞典の数列 A136016)
- 2つの連続する素数を並べできる2番目の数である。1つ前は23、次は57。(オンライン整数列大辞典の数列 A045533)
- 35 = 33 + 32 − 1
  - n = 3 のときの n3 + n2 − 1 の値とみたとき1つ前は11、次は79。(オンライン整数列大辞典の数列 A003777)
- 連続フィボナッチ数を並べた数である。1つ前は23、次は58。(オンライン整数列大辞典の数列 A092778)
- n = 35 のときの n2 の値は3番目の平方三角数1225になる。1つ前は6、次は204。(オンライン整数列大辞典の数列 A001109)

## その他 35 に関連すること
- 原子番号35の元素は臭素 (Br)
- 北緯35度の風 - かつて放送された、毎日放送制作のテレビ番組
- 第35代天皇は皇極天皇である
- 日本の第35代内閣総理大臣は平沼騏一郎である
- 大相撲の第35代横綱は双葉山定次である
- アメリカ合衆国第35代大統領はジョン・F・ケネディである
- アメリカ合衆国大統領の被選挙権年齢は35歳以上と規定されている
- アメリカ合衆国の35番目の州はウェストバージニア州である
- JIS X 0401、ISO 3166-2:JPの都道府県コードの「35」は山口県
- 結婚35周年の結婚記念日を珊瑚婚式という
- 第35代周王は顕王である
- 第35代ローマ教皇はユリウス1世（在位：337年2月6日～352年4月12日）である
- 年始から数えて35日目は2月4日
- 易占の六十四卦で第35番目の卦は、火地晋
- クルアーンにおける第35番目のスーラは、創造者である
- ヘキソミノの数
- 理論上考えられる炭素数9のアルカンの異性体の数は35
- 中京テレビ放送とNST新潟総合テレビ・テレビ静岡のガイドチャンネルは、35ch
- 直木三十五 - 日本の小説家
- T-35 - ソビエト連邦の多砲塔重戦車
- Age,35 - 柴門ふみ原作の漫画作品。及びそれを原作としたテレビドラマ、『Age,35 恋しくて』。
- U35 - イラストレーター・漫画家
- F-35 - 戦闘機
- 35xxxv（サーティー・ファイブ） - ONE OK ROCKのアルバム。「3xxxv5」を収録。
- 〜35〜 - 宮沢和史のアルバム
- 35 (東京スカパラダイスオーケストラのアルバム) - 東京スカパラダイスオーケストラのアルバム
- フラット35は、取り扱い先の民間金融機関と共同で提供する長期固定金利の住宅ローン商品の名称。
- 地球上の男性・女性それぞれの数は概ね35億人前後とされており、お笑いタレントのブルゾンちえみもネタとしていた。

### 35以上で決まるもの
- 1日の気温が35℃に達すると猛暑日となる
- 高齢出産とは母親の年齢が35歳以上の場合に定義される

## 符号位置
| 記号 | Unicode | JIS X 0213 | 文字参照          | 名称                      |
| ---- | ------- | ---------- | ----------------- | ------------------------- |
| ㉟   | U+325F  | 1-8-47     | &#x325F; &#12895; | CIRCLED DIGIT THIRTY FIVE |